# Żytień
Żytień (ros. Житень) – wieś (ros. село, trb. sieło) w zachodniej Rosji, w rejonie bolszesołdatskim obwodu kurskiego, w sielsowiecie niżniegridinskim.

## Geografia
Wieś położona jest 6 km od Niżnieje Gridino (centrum administracyjne sielsowieta) i 50 km od Kurska.
W granicach wsi znajduje się 77 posesji.

## Demografia
W 2010 miejscowość zamieszkiwało 50 osób.